# اتحادیه پست آمریکا، اسپانیا و پرتغال
اتحادیه پست آمریکا، اسپانیا و پرتغال (پرتغالی: União Postal das Américas, Espanha e Portugal) شرکت پست اروگوئه‌ای است، که در سال ۱۹۱۱ تأسیس شد.